# Monterey (Virginia)
Monterey è un comune degli Stati Uniti d'America, situato nello Stato della Virginia, nella contea di Highland. Secondo il censimento del 2020 gli abitanti di Monterey ammontavano a 165.

## Storia
La città è chiamata così per celebrare la Battaglia di Monterrey, dove il generale e futuro presidente degli stati uniti Zachary Taylor ottenne una vittoria chiave per la vittoria americana durante la Guerra messico-statunitense. Monterey in spagnolo significa "montagna del re".
Due siti di Monterey sono stati inseriti nel National Register of Historic Places: la Monterey High School ed il Monterey Hotel.